# Groupe B de la Coupe d'Asie des nations de football 2011
Le groupe B de la Coupe d'Asie des nations de football de 2011, qui se dispute au Qatar du 7 janvier au 29 janvier 2011, comprend quatre équipes dont les deux premières se qualifient pour les quarts de finale de la compétition. Conformément au tirage au sort, les équipes du Japon (29e FIFA), de la Jordanie (107e FIFA), de la Syrie (110e FIFA) et de l'Arabie saoudite (78e FIFA) composent ce groupe B.
Le premier de ce groupe affrontera le second du Groupe A et le deuxième de ce groupe affrontera le premier du Groupe A.

## Classement
Les deux premières équipes se qualifient pour les Huitièmes de finale.
|   | Équipe          | Pts | J | G | N | P | BP | BC | Diff |
| - | --------------- | --- | - | - | - | - | -- | -- | ---- |
| 1 | Japon           | 7   | 3 | 2 | 1 | 0 | 8  | 2  | +6   |
| 2 | Jordanie        | 7   | 3 | 2 | 1 | 0 | 4  | 2  | +2   |
| 3 | Syrie           | 3   | 3 | 1 | 0 | 2 | 4  | 5  | -1   |
| 4 | Arabie saoudite | 0   | 3 | 0 | 0 | 3 | 1  | 8  | -7   |

| 9 janvier  | Japon           | 1 - 1 | Jordanie        |
| 9 janvier  | Arabie Saoudite | 1 - 2 | Syrie           |
| 13 janvier | Jordanie        | 1 - 0 | Arabie Saoudite |
| 13 janvier | Syrie           | 1 - 2 | Japon           |
| 17 janvier | Arabie Saoudite | 0 - 5 | Japon           |
| 17 janvier | Jordanie        | 2 - 1 | Syrie           |

## Résultats des matchs
Six matches opposant toutes les équipes entre elles sont programmés.
| 9 janvier 2011 | Japon         | 1 - 1 | Jordanie         | Qatar SC Stadium, Doha                      |                                             |
| 16 h 15 UTC+3  | Yoshida 90+2e |       | 44e Abdel Fattah | Spectateurs : 8 236 Arbitrage : Abdul Malik | Spectateurs : 8 236 Arbitrage : Abdul Malik |
| 16 h 15 UTC+3  | Rapport       |       |                  | Spectateurs : 8 236 Arbitrage : Abdul Malik | Spectateurs : 8 236 Arbitrage : Abdul Malik |

| 9 janvier 2011 | Arabie saoudite | 1 - 2 | Syrie                 | Stade Ahmed bin Ali, Al Rayyan                |                                               |
| 19 h 15 UTC+3  | Al-Jassim 60e   |       | 38e 63e A. Al Hussain | Spectateurs : 16 562 Arbitrage : Kim Dong-jin | Spectateurs : 16 562 Arbitrage : Kim Dong-jin |
| 19 h 15 UTC+3  | Rapport         |       |                       | Spectateurs : 16 562 Arbitrage : Kim Dong-jin | Spectateurs : 16 562 Arbitrage : Kim Dong-jin |

| 13 janvier 2011 | Jordanie        | 1 - 0 | Arabie saoudite | Stade Ahmed bin Ali, Al Rayyan                        |                                                       |
| 16 h 15 UTC+3   | Abdelrahman 42e |       |                 | Spectateurs : 17 349 Arbitrage : Ali Hamad Al-Badwawi | Spectateurs : 17 349 Arbitrage : Ali Hamad Al-Badwawi |
| 16 h 15 UTC+3   | Rapport         |       |                 | Spectateurs : 17 349 Arbitrage : Ali Hamad Al-Badwawi | Spectateurs : 17 349 Arbitrage : Ali Hamad Al-Badwawi |

| 13 janvier 2011 | Syrie                | 1 - 2 | Japon                         | Qatar SC Stadium, Doha                        |                                               |
| 19 h 15 UTC+3   | Al Khatib 76e (pen.) |       | 35e Hasebe · 82e (pen.) Honda | Spectateurs : 10 453 Arbitrage : Mohsen Torky | Spectateurs : 10 453 Arbitrage : Mohsen Torky |
| 19 h 15 UTC+3   | Rapport              |       |                               | Spectateurs : 10 453 Arbitrage : Mohsen Torky | Spectateurs : 10 453 Arbitrage : Mohsen Torky |

| 17 janvier 2011 | Arabie saoudite | 0 - 5 | Japon                              | Stade Ahmed bin Ali, Al Rayyan                  |                                                 |
| 16 h 15 UTC+3   |                 |       | 8e 13e 80e Okazaki · 19e 51e Maeda | Spectateurs : 2 022 Arbitrage : Ravshan Irmatov | Spectateurs : 2 022 Arbitrage : Ravshan Irmatov |
| 16 h 15 UTC+3   | Rapport         |       |                                    | Spectateurs : 2 022 Arbitrage : Ravshan Irmatov | Spectateurs : 2 022 Arbitrage : Ravshan Irmatov |

| 17 janvier 2011 | Jordanie                      | 2 - 1 | Syrie       | Qatar SC Stadium, Doha                               |                                                      |
| 16 h 15 UTC+3   | Diab 30e (csc) · Al-Saify 59e |       | 15e Al Zeno | Spectateurs : 9 849 Arbitrage : Abdulrahman Mohammed | Spectateurs : 9 849 Arbitrage : Abdulrahman Mohammed |
| 16 h 15 UTC+3   | Rapport                       |       |             | Spectateurs : 9 849 Arbitrage : Abdulrahman Mohammed | Spectateurs : 9 849 Arbitrage : Abdulrahman Mohammed |